# Улица Мичурина (Саратов)
У́лица Мичу́рина (с середины XVIII века Ма́лая Цари́цынская, с середины XIX века до 1931 года Ма́лая Се́ргиевская или Ве́рхняя Се́ргиевская, с 1931 до 1935 Культпохо́довская у́лица) — одна из центральных улиц Саратова. Проходит от склонов Соколовой горы до Детского парка. За Детским парком продолжается как улица Слонова.

## История
Улица начала складываться к середине XVIII века, и к началу XIX века была застроена до нынешней улицы Радищева. Проложена она была параллельно Большой Царицынской улице и получила название Малая Царицынская. На всем протяжении она теперь называлась Малой Сергиевской улицей, но одновременно до начала нынешнего века саратовцы называли её и Верхней Сергиевской.
Три квартала этой улицы от Вольской улицы до Полтавской площади (ныне на ней расположен Детский парк) назывались Панкратьевской улицей. Вероятно, что это название связано с жившими здесь помещиками Панкратовыми. Однако существуют и другие мнения: улица являлась дорогой к саду, посаженному за окраиной города Панкратовым; на углу этой улицы и Ильинской располагалась гостиница Панкратича, и проч.
Весной 1931 года в связи с ликвидацией безграмотности в Саратове пленум городского переименовал Малую Сергиевскую улицу в Культпоходовскую. А в 1935 году улицу переименовали в честь Ивана Мичурина. В 1955 году Панкратьевская была включена в улицу Мичурина.

## Транспорт
Одностороннее движение от Соколовой горы к Детскому парку с выделенной полосой в обратную сторону для троллейбуса.
Троллейбусный маршрут № 3 (Театральная площадь — ул. Грибова) от ул. Горького до ул. Рахова в обе стороны.